# David di Donatello per il miglior produttore straniero

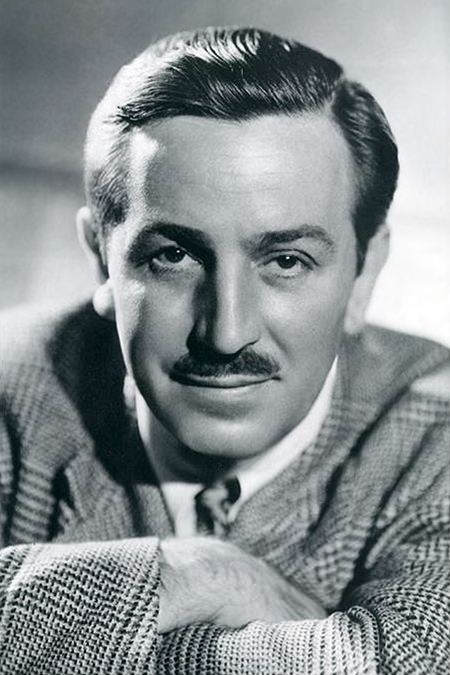
Walt Disney è stato il primo vincitore del premio nel 1956.

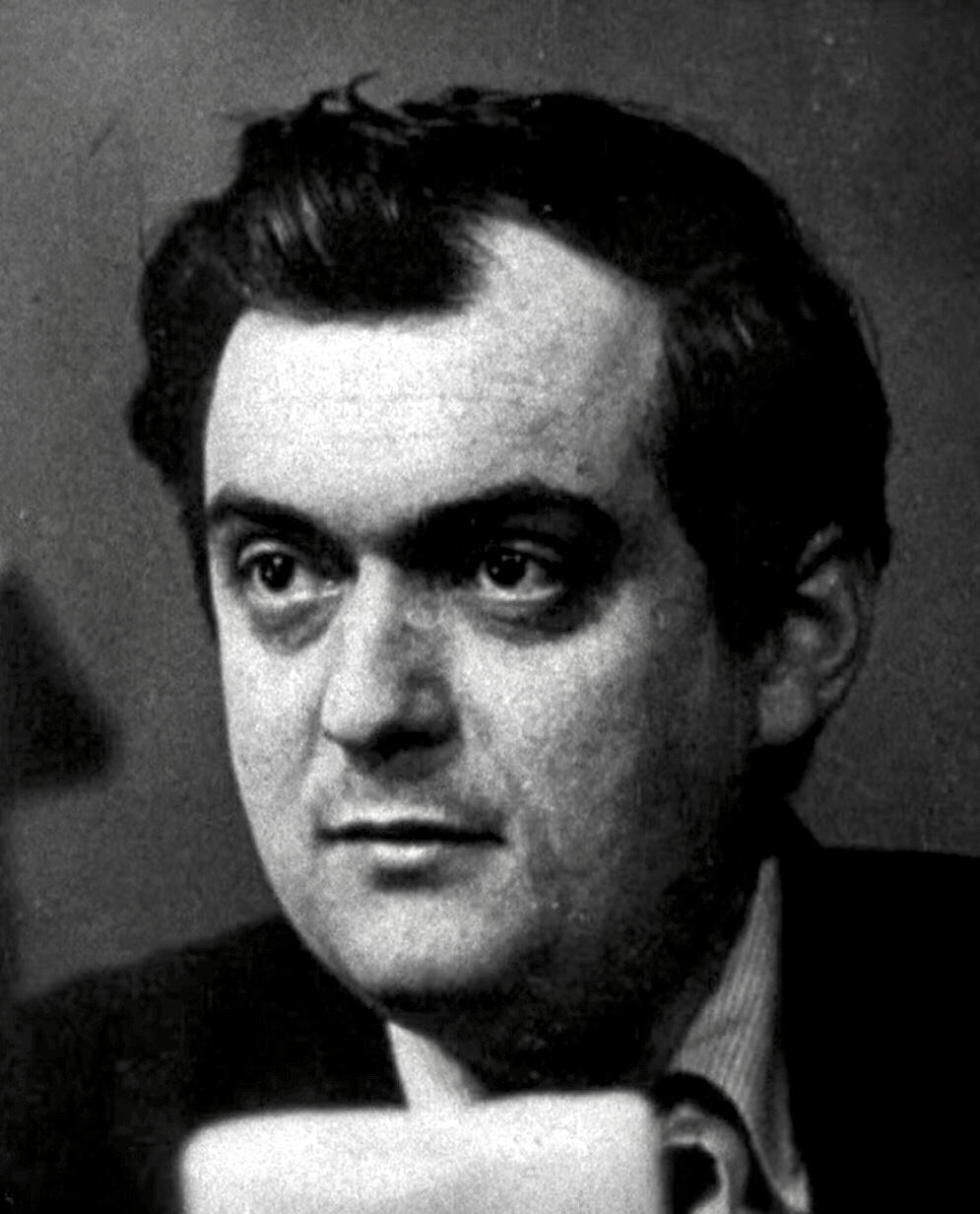
Stanley Kubrick condivide con Jack L. Warner il record di vittorie, con due premi.

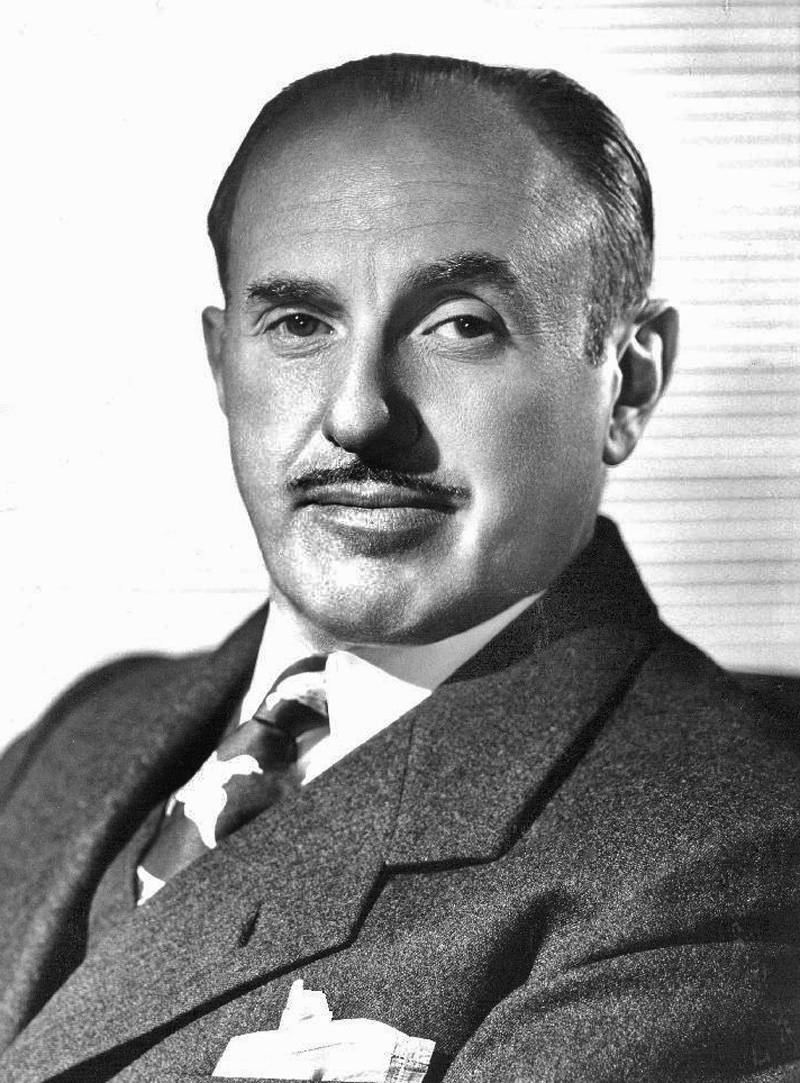
Jack L. Warner condivide con Stanley Kubrick il record di vittorie, con due premi.

Il David di Donatello per il miglior produttore straniero è un premio cinematografico assegnato annualmente nell'ambito dei David di Donatello, a partire dalla prima edizione fino a quella del 1990 tranne che nelle edizioni del 1959, del 1960, dal 1962 al 1964 e dal 1972 all'1980.

## Albo d'oro

### Anni 1957-1959
- 1956: Walt Disney - Lilli e il vagabondo (Lady and the Tramp)
- 1957: Jack L. Warner - Il gigante (Giant) ex aequo Laurence Olivier - Riccardo III (Richard III)
- 1958: Sam Spiegel - Il ponte sul fiume Kwai (The Bridge on the River Kwai)
- 1959: Non assegnato

### Anni 1960-1969
- 1960: Non assegnato
- 1961: Metro-Goldwyn-Mayer - Ben-Hur (Ben-Hur)
- 1962-1964: Non assegnato
- 1965: Jack L. Warner - My Fair Lady (My Fair Lady)
- 1966: 20th Century Fox - Il tormento e l'estasi (The Agony and the Ecstasy)
- 1967: Carlo Ponti - Il dottor Živago (Doctor Zhivago)
- 1968: Stanley Kramer - Indovina chi viene a cena? (Guess Who's Coming to Dinner)
- 1969: Stanley Kubrick - 2001: Odissea nello spazio (2001: A Space Odyssey)

### Anni 1970-1979
- 1970: Martin Poll - Il leone d'inverno (The Lion in Winter)
- 1971: Anthony Havelock-Allan - La figlia di Ryan (Ryan's Daughter)
- 1972-1979: Non assegnato

### Anni 1980-1989
- 1980: Non assegnato
- 1981: Hungaro Film  - Angi Vera ex aequo Francis Ford Coppola e George Lucas - Kagemusha - L'ombra del guerriero (影武者 - Kagemusha)
- 1982: Warren Beatty - Reds (Reds)
- 1983: Richard Attenborough  - Gandhi (Gandhi)
- 1984: Jonathan Taplin  - Sotto tiro (Under Fire)
- 1985: David Puttnam  - Urla del silenzio (The Killing Fields)
- 1986: Steven Spielberg - Ritorno al futuro (Back to the Future)
- 1987: Fernando Ghia e David Puttnam - Mission (The Mission)
- 1988: Stanley Kubrick - Full Metal Jacket (Full Metal Jacket)
- 1989: Frank Marshall e Robert Watts - Chi ha incastrato Roger Rabbit (Who Framed Roger Rabbit)

### Anno 1990
- 1990: Noel Pearson - Il mio piede sinistro (My Left Foot)